# Golobrdci
Golobrdci falu Horvátországban, Pozsega-Szlavónia megyében. Közigazgatásilag Pozsegához tartozik.

## Fekvése
Pozsegától 2 km-re nyugat-délnyugatra, a Pozsegai-medence szélén, az Orljava jobb partján, a Pozsegáról Pakrácra és Nova Gradiškára vezető főúttól délre fekszik.

## Története
A település a török uralom idején már létezett, katolikus és muzulmán horvát lakossága volt. A muzulmánok a török kiűzése idején 1687 körül Boszniába távoztak. 1698-ban „Goloberdczi” néven 4 portával szerepel a török uralom alól felszabadított szlavóniai települések összeírásában. 1702-ben 8, 1730-ban 15 ház állt a településen.
Az első katonai felmérés térképén „Dorf Golloberczi” néven látható. Lipszky János 1808-ban Budán kiadott repertóriumában „Goloberczy” néven szerepel. Nagy Lajos 1829-ben kiadott művében „Goloberczi” néven 36 házzal, 240 katolikus vallású lakossal találjuk.
1857-ben 122, 1910-ben 261 lakosa volt. 1910-ben a népszámlálás adatai szerint lakosságának 81%-a horvát, 16%-a cseh anyanyelvű volt. Pozsega vármegye Pozsegai járásának része volt. Az első világháború után 1918-ban az új szerb-horvát-szlovén állam, majd később (1929-ben) Jugoszlávia része lett. 1991-ben lakosságának 77%-a horvát nemzetiségű volt. A településnek 2001-ben 332 lakosa volt.

## Lakossága
| Lakosság változása | Lakosság változása | Lakosság változása | Lakosság változása | Lakosság változása | Lakosság változása | Lakosság változása | Lakosság változása | Lakosság változása | Lakosság változása | Lakosság változása | Lakosság változása | Lakosság változása | Lakosság változása | Lakosság változása | Lakosság változása |
| ------------------ | ------------------ | ------------------ | ------------------ | ------------------ | ------------------ | ------------------ | ------------------ | ------------------ | ------------------ | ------------------ | ------------------ | ------------------ | ------------------ | ------------------ | ------------------ |
| 1857               | 1869               | 1880               | 1890               | 1900               | 1910               | 1921               | 1931               | 1948               | 1953               | 1961               | 1971               | 1981               | 1991               | 2001               | 2011               |
| 122                | 140                | 149                | 163                | 224                | 261                | 250                | 272                | 271                | 277                | 354                | 393                | 373                | 395                | 397                | 332                |